# 후마정
후마정(府馬町)은 지바현 가토리군에 일찍이 존재했던 정이다. 

## 지리
- 현재의 가토리시의 남부, 구 야마다정 동부에 해당한다.
- 마을 지역은 고원과 평지가 뒤섞인 골짜기가 많은 지형이다.

## 역사
- 1889년 4월 1일 - 정촌제 시행에 수반해 가토리군 후마촌이 성립하였다.
- 1925년 10월 1일 - 정으로 승격해 후마정이 되었다.
- 1954년 8월 1일 - 야쓰촌, 야마쿠라촌과 합병해, 야마다정이 성립하여, 동일 후마정은 폐지되었다.

## 인구
| 1891년 | 2,677 |
| 1920년 | 3,140 |
| 1925년 | 3,200 |
| 1930년 | 3,461 |
| 1954년 | 4,168 |

## 참고문헌
- 角川日本地名大辞典編纂委員会『角川日本地名大辞典 12 千葉県』、角川書店、1984年 ISBN 4040011201